# Zamek Królewski w Nowym Sączu
Zamek Królewski w Nowym Sączu – budowla wzniesiona przez króla Kazimierza Wielkiego w latach 1350–1360 na skarpie w obrębie fortyfikacji miejskich Nowego Sącza, w widłach dwóch rzek: Dunajca i Kamienicy. W przeszłości zamek posiadał dwie baszty narożne, wieżę, budynek mieszkalny i przedzamcze. Do dzisiaj zachowały się resztki murów obwodowych oraz zrekonstruowana Baszta Kowalska. Obecnie na terenie ruin zamku znajduje się park miejski.
Zamek królewski (Sądecz Nowy) położony był w drugiej połowie XVI wieku w powiecie sądeckim województwa krakowskiego.

## Historia

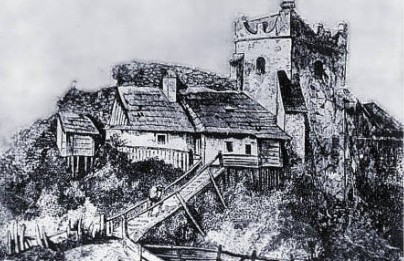
Ruiny zamku sądeckiego, 1899 r.

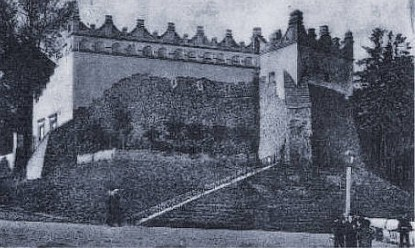
Zamek sądecki w okresie międzywojennym

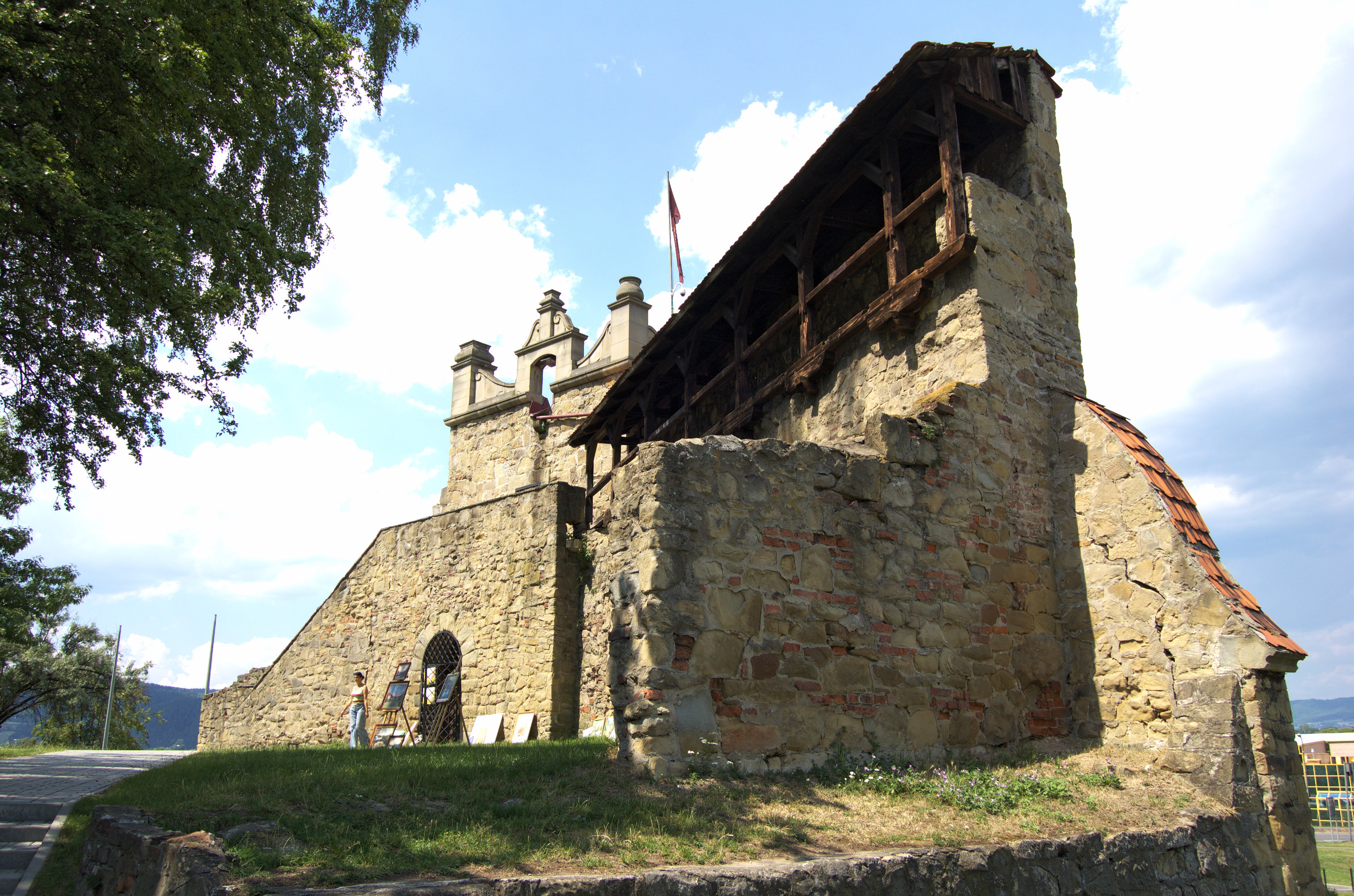
Baszta Kowalska – stan obecny

Zamek wzniesiono w XIV w. w północno-zachodnim narożniku miasta, włączając go w system obronny murów miejskich. Od miasta oddzielony był fosą i prawdopodobnie murem z bramą. W czasach tych był siedzibą kasztelanii, urzędu grodzkiego i starosty grodowego.
Gościem zamku w 1370 r. był Ludwik Węgierski, podążający do Krakowa, aby zostać królem Polski. Jesienią 1384 r. Nowy Sącz gościł pretendentkę do tronu – przyszłą królową Jadwigę Andegaweńską, która to 16 października tego samego roku w Krakowie zostanie koronowana przez arcybiskupa gnieźnieńskiego Bodzantę na króla Polski. Częstym gościem na zamku był król Władysław Jagiełło. W kwietniu 1410 r. odbyły się tu narady króla z wielkim księciem litewskim Witoldem przed wojną z zakonem krzyżackim. W kolejnych wiekach zamek rzadziej gościł polskich monarchów i był głównie siedzibą starosty.
Zniszczenia dokonane w czasie potopu szwedzkiego, pożary i konsekwencje kryzysu gospodarczego w XVII w. spowodowały, iż zamek zaczął chylić się ku ruinie. W 1768 r. wybuchł kolejny pożar, wywołany przemarszem konfederatów barskich i ich nieostrożnością, który zniszczył zamek.
W czasach zaborów władze austriackie, które przejęły majątki królewskie, częściowo odremontowały zamek, aby wykorzystać go na biura policji. W sierpniu 1813 r. potężna powódź podmyła zamkową skarpę, w wyniku czego do Dunajca osunęło się zachodnie skrzydło zamku. Pozostałą część zaadaptowano w 1838 na koszary i magazyny wojskowe, a w 1846 r. przekształcono na więzienie. W 1848 r. rząd sprzedał zamek miastu, które z powodu braku pieniędzy na remont wynajęło go wojsku austriackiemu z przeznaczeniem na magazyny mundurów i broni.
Do częściowej odbudowy ruin zamku z restauracją baszty doszło w 1905 r. Po odzyskaniu przez Polskę niepodległości prowadzone były dalsze prace konserwatorskie zakończone w 1938 r. otwarciem w murach zamku Muzeum Ziemi Sądeckiej.
W czasie okupacji Niemcy zamienili zamek w koszary i skład amunicji. W 1945 r. kilku żołnierzy Batalionów Chłopskich pod dowództwem Tadeusza Dymela wysadzilło niemiecki skład amunicji zmagazynowanej na zamku, na skutek czego zabytek ten uległ prawie całkowitemu zniszczeniu.
W latach 50. odrestaurowano renesansową Basztę Kowalską oraz fragment murów obwodowych z attykami.
Zamek w Nowym Sączu jest tematem jednego z rysunków Macieja Bogusza Stęczyńskiego.

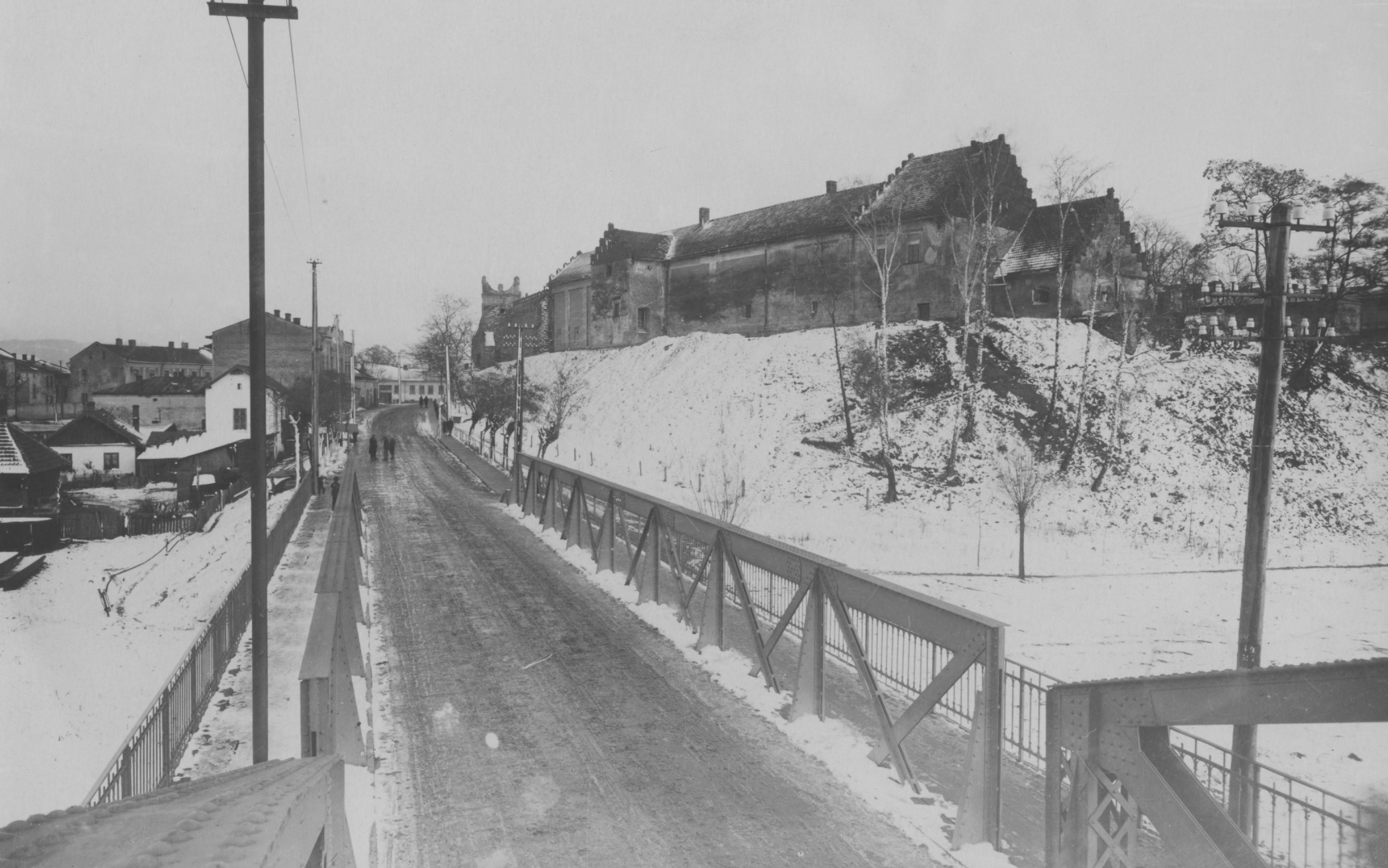
Zamek królewski w Nowym Sączu z mostu heleńskiego – okres zimowy.

## Legenda
Legenda związana z zamkiem dotyczy źródełka, które wypływało u podnóża Baszty Kowalskiej. Woda z niego nigdy nie zamarzała i miała siarkowy posmak. W jego pobliżu straż na zamku pełnili młodzi i odważni rycerze. Co jakiś czas jednak któryś z nich znikał bez wieści. W końcu znalazł się śmiałek, który uzbrojony w halabardę, święconą kredę i różaniec stanął nieopodal źródełka. Kredą zakreślił wokół siebie krąg i czekał, co się wydarzy. Po północy usłyszał piękne śpiewy, muzykę i wyłaniające się ze źródełka nimfy, które zapraszały go do tańca. Zrozumiał, że to one były przyczyną zguby rycerzy i nie wychodząc z poświęconego kręgu rzucił do źródełka różaniec. Woda zasyczała, a nimfy przemieniły się w obrzydliwe czarownice i odleciały w noc. Niestety po źródełku nie ma dziś śladu, zostało podobno zasypane podczas wybuchu w 1945 r.